# Olympische Jugend-Sommerspiele 2010/Teilnehmer (Peru)
| Gelbes Symbol für Goldmedaillen mit stilisierten Olympischen Ringen | Graues Symbol für Silbermedaillen mit stilisierten Olympischen Ringen | Braundes Symbol für Bronzemedaillen mit stilisierten Olympischen Ringen |
| ------------------------------------------------------------------- | --------------------------------------------------------------------- | ----------------------------------------------------------------------- |
| —                                                                   | —                                                                     | 1                                                                       |

Die Jugend-Olympiamannschaft aus Peru für die I. Olympischen Jugend-Sommerspiele vom 14. bis 26. August 2010 in Singapur bestand aus 26 Athleten.

## Medaillengewinner
Mit einer gewonnenen Bronzemedaille belegte das peruanische Team Platz 85 im Medaillenspiegel.

### Bronze
- Volleyball: Vivian Baella, Grecia Herrada, Mabel Olemar, Lisset Sosa, Cary Vásquez, María Acosta, Sandra Chumacero, Alexandra Muñoz, Clarivett Yllescas, Raffaella Camet, Diana González und Brenda Daniela Uribe

## Athleten nach Sportarten

### Badminton
| Mädchen - Katherine Winder Einzel: 17. Platz | Jungen - Mario Cuba Einzel: 17. Platz |

### Gewichtheben
Mädchen
- Silvana Saldarriaga
Mittelgewicht: 5. Platz

### Judo
Mädchen
- Lesly Cano
Klasse bis 44 kg: 5. Platz
Mixed: Gold  (im Team Essen)

### Leichtathletik
Mädchen
- Charo Inga
3000 m: disqualifiziert (Vorlauf)
- Kimberly García
5 km Gehen: 7. Platz

### Ringen
Jungen
- Robinson Ríos
Freistil bis 46 kg: 6. Platz

### Schwimmen
| Mädchen - Kaori Miyahara 200 m Freistil: 27. Platz 400 m Freistil: 17. Platz - Andrea Cedrón 200 m Freistil: 29. Platz 400 m Freistil: 14. Platz | Jungen - Sebastián Arispe 100 m Freistil: 22. Platz 200 m Freistil: 25. Platz 400 m Freistil: 19. Platz |

### Segeln
| Mädchen - Josefina Roder Windsurfen: 18. Platz | Jungen - Matías Canseco Windsurfen: 16. Platz |

### Taekwondo
Jungen
- Christian Ocampo
Klasse über 73 kg: 5. Platz

### Tennis
Jungen
- Duilio Beretta
Einzel: Achtelfinale
Doppel: 1. Runde (mit Juan Sebastián Gómez  Kolumbien)

### Volleyball
Mädchen
- Bronze
- Vivian Baella
- Grecia Herrada
- Mabel Olemar
- Lisset Sosa
- Cary Vásquez
- María Acosta
- Sandra Chumacero
- Alexandra Muñoz
- Clarivett Yllescas
- Raffaella Camet
- Diana González
- Brenda Daniela Uribe